# Haut-Loquin
Haut-Loquin (Nederlands: Hoog-Loken) is een gemeente in het Franse departement Pas-de-Calais (regio Hauts-de-France) en telt 133 inwoners (1999). De plaats maakt deel uit van het arrondissement Sint-Omaars.

## Geografie
De oppervlakte van Haut-Loquin bedraagt 5,4 km², de bevolkingsdichtheid is 24,6 inwoners per km².
De onderstaande kaart toont de ligging van Haut-Loquin met de belangrijkste infrastructuur en aangrenzende gemeenten.

## Demografie
Onderstaande figuur toont het verloop van het inwonertal (bron: INSEE-tellingen).
1. ↑  Populations de référence 2022.